# ヨハン・カジミール (プファルツ＝クレーブルク公)
ヨハン・カジミール（Johann Kasimir, 1589年4月20日 - 1652年6月18日）は、プファルツ＝クレーブルク公。プファルツ＝ツヴァイブリュッケン公ヨハン1世とユーリヒ＝クレーフェ＝ベルク公ヴィルヘルム5世の娘マグダレーネの3男。スウェーデン王カール10世の父。

## 生涯
1604年に父が死去した際に遺領を兄弟で分割相続し、長兄ヨハン2世はプファルツ＝ツヴァイブリュッケン＝フェルデンツ公、次兄フリードリヒ・カジミールはプファルツ＝ツヴァイブリュッケン＝ランツベルク公、ヨハン・カジミールはプファルツ＝クレーブルク公となった。
1615年にスウェーデン王カール9世の娘でグスタフ2世アドルフの異母姉であるカタリーナと結婚し、2男3女をもうけた。
1652年にヨハン・カジミールが死去した際には長男カール・グスタフがプファルツ＝クレーブルク公を継いだが、カール・グスタフは1654年にグスタフ2世アドルフの娘である女王クリスティーナの退位後のスウェーデン王に選ばれ、カール10世として即位し、プファルツ＝クレーブルク公は弟のアドルフ・ヨハンに譲位した。

## 子女
- クリスティーネ・マグダレーナ（1616年 - 1662年） - 1642年にバーデン＝ドゥルラハ辺境伯フリードリヒ6世と結婚。スウェーデン王アドルフ・フレドリクの曾祖母。
- カール10世（1622年 - 1660年） - プファルツ＝クレーブルク公、スウェーデン王。スウェーデンにおけるプファルツ王朝の祖。
- マリー・オイフェロシネ（1625年 - 1687年） - ガルディ伯マグヌス・ガブリエルと結婚。
- エレオノーレ・カタリーナ（1626年 - 1692年） - ヘッセン＝エシュヴェーゲ方伯フリードリヒと結婚。
- アドルフ・ヨハン1世（1629年 - 1689年） - プファルツ＝クレーブルク公